# Los Sauces (San Andrés y Sauces)
Los Sauces es la localidad capital del municipio de San Andrés y Sauces, en la isla canaria de La Palma (España). Corresponde a la parte baja del interfluvio entre el barranco de La Herradura y de El Agua, límite con el municipio de Barlovento y el barrio de Las Lomadas respectivamente. 

## Historia
Desde la conquista, Los Sauces ha mantenido su importancia agrícola. Inicialmente las plantaciones fueron de caña de azúcar, luego viña, cereales y frutales, y finalmente se estableció el cultivo de plátano a partir del siglo XX. Durante algún tiempo, San Andrés en la costa y Los Sauces en las medianías fueron dos pueblos separados. Tras la crisis de la caña de azúcar se inició el declive de ambos, lo que produjo que finalmente se unieran. En la época de aislamiento, la mayor parte de sus relaciones con el exterior se hacían por mar, a través de la pequeña cala de Puerto Espíndola, recientemente reformada para albergar un refugio pesquero. En la década de 1930 se logra la comunicación por carretera con Santa Cruz de La Palma. Debido a ser lugar de paso de la carretera del norte, Los Sauces creció en población mientras que San Andrés se estancó. La carretera ha sido reformada recientemente, destacando la construcción, a la entrada sur de la población, del viaducto de los Tilos.

## Demografía
Los Sauces es la mayor entidad de población no solo del municipio, sino de todo el norte de la isla de La Palma. Si bien, en los últimos años ha perdido habitantes.
| 2002 | 2003 | 2004 | 2005 | 2006 | 2007 | 2008 | 2009 | 2010 | 2011 | 2012 |
| ---- | ---- | ---- | ---- | ---- | ---- | ---- | ---- | ---- | ---- | ---- |
| 2526 | 2484 | 2426 | 2511 | 2497 | 2497 | 2520 | 2480 | 2464 | 2477 | 2380 |